# Deodápolis
Deodápolis é um município brasileiro localizado no estado de Mato Grosso do Sul, Região Centro-Oeste do país. Sua população, conforme estimativas do IBGE de 2018, era de 12 868 habitantes.

## Geografia

### Localização
O município de Deodápolis está situado no sul da região Centro-Oeste do Brasil, no Sudoeste de Mato Grosso do Sul (Microrregião de Iguatemi). Localiza-se a uma latitude 22º16'32" sul e a uma longitude 54º09'54" oeste.
Distâncias:
- 266 km da capital estadual (Campo Grande).
- 1 400 km da capital federal (Brasília).

### Geografia física
Solo
Latossolo roxo.
Relevo e altitude
Está a uma altitude de 418 m.
Clima, temperatura e pluviosidade
Está sob influência do clima tropical (AW).
Hidrografia
Está sob influência da Bacia do Rio da Prata.
Vegetação
Se localiza na região de influência do Cerrado.

### Geografia política
Fuso horário
Está a -1 hora com relação a Brasília e -4 com relação a Greenwich.
Área
Ocupa uma superfície de de 831,263 km², que representa 0,23% do Estado.
Subdivisões
Deodápolis tem como subdivisões os seguintes distritos além da sede:
- Lagoa Bonita
- Porto Vilma
- Presidente Castelo
- Vila União

Arredores
- Ao Norte: com o município de Rio Brilhante;
- Ao Sul: com os municípios de Glória de Dourados e Fátima do Sul;
- Ao Leste: com os municípios de Ivinhema e Angélica;
- Ao Oeste: com o município de Dourados.

## História
Deodápolis começou a ser colonizada em 20 de maio de 1956, quando 300 homens estavam ocupando uma área inicial de 240 hectares, mas devido ao grande número de famílias a área totalizou 9.100 hectares. A colônia foi dividida em módulos (2.972 módulos de 30 hectares, 25 de 30 á 50 hectares e 6 lotes com mais de 50 hectares). Em 1959 passou a ser distrito de Vila Glória pela Lei Estadual 1.197. Em 11 de novembro de 1963, passou a pertencer ao município de Glória de Dourados. Em janeiro de 1970 a população da região já era de 47.815 habitantes, sendo 36.412 na zona rural e 11.403 na zona urbana. Encarando o objetivo de ocupar novas terras e superando dificuldades, pouca a pouco a região tomara ares de cidade na 11ª linha que mais tarde foi batizada como Vila Bandeirantes.
E seus pioneiros recebiam garantias de bons preços para quem plantassem, diversificando a agricultura (plantaram arroz, amendoim, feijão, milho, mamona, mandioca, batata-doce, cana-de-açúcar, café, araruta, algodão, entre outros). Apesar da precariedade, o movimento era muito grande e conseguiam transportar os seus produtos por estradas e transportes através de pequenas e médias embarcações em Porto Vilma a outros portos dos grandes centros consumidores. Com isso, a pequena vila em grande centro comercial (com farmácias, armazéns, padarias, lojas de tecidos, lojas de armarinhos), industrial (fábricas artesanais, madeira, calçados, olarias, entre outros) e cultural (cinema, desfiles Cívicos, festas Juninas e Folias de Reis). Foi quando surgiu a ideia de mudar o nome de Vila Bandeirantes, para Vila Novo Horizonte pois, de fato, era um novo horizonte que se abria para esta gente batalhadora.
Mas a população crescente não se intimidava e insistia cada vez mais no desenvolvimento da então Vila Novo Horizonte, pois de fato novas perspectivas abriam-se para novos brasileiros (nordestinos e paulistas) e estrangeiros (paraguaios). Com o passar do tempo os frutos da perseverança apareciam: As safras de algodão eram sinônimas de prosperidade, aumentando a movimentação de dinheiro e pessoas. A então Vila Novo Horizonte passaria a chamar-se Vila Deodápolis já com a motivação para a criação de um novo município e em 13 de maio de 1976 o então Governador do Estado de Mato Grosso José Garcia Neto sancionava a Lei Estadual nº 3.690. Era instituído o Município de Deodápolis, abrangendo a Vila Deodápolis e comunidades adjacentes (Lagoa Bonita, Presidente Castelo, Vila União e Porto Vilma), ficando assim o município com 31.520 habitantes.

### Topônimo
O nome Deodápolis foi uma homenagem á Deodato Leonardo da Silva, que foi um dos primeiros pioneiros da região:
- Deoda = Deodato
- Polis = Cidade